# 凯尔尼利斯
凯尔尼利斯（法語：Kernilis，法語發音：[kɛʁnilis]）是法国菲尼斯泰尔省的一个市镇，属于布雷斯特区。

## 地理
凯尔尼利斯（48°34'16"N, 4°25'12"W）面积10.13 平方千米，位于法国布列塔尼大區菲尼斯泰尔省，该省份为法国最西部的省份，位于布列塔尼半岛西部，北西南三面环大西洋，东临阿摩尔滨海省和莫尔比昂省。
与凯尔尼利斯接壤的市镇（或旧市镇、城区）包括：吉塞尼、勒福尔瓜特、拉纳尔维利、洛克布雷瓦莱尔、普卢盖尔诺、普卢维安、圣弗雷冈。

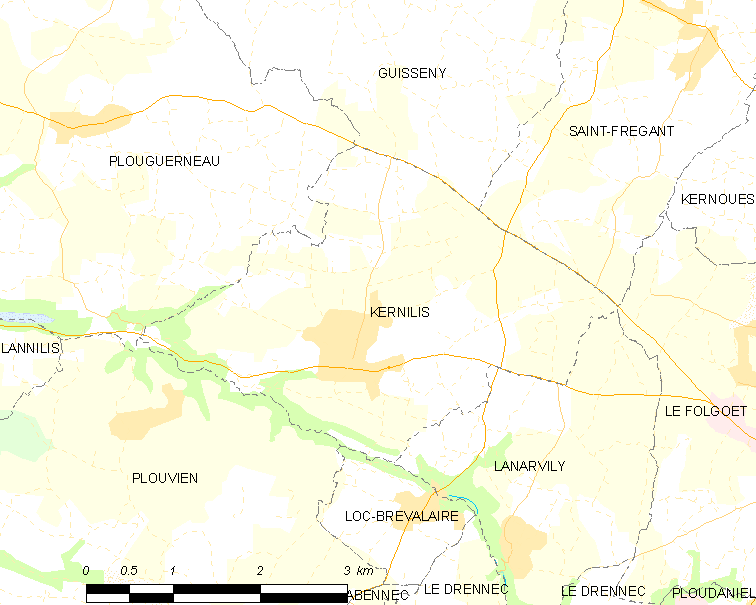
凯尔尼利斯的OSM定位图

凯尔尼利斯的时区为UTC+01:00、UTC+02:00（夏令时）。

## 行政
凯尔尼利斯的邮政编码为29260，INSEE市镇编码为29093。

## 政治
凯尔尼利斯所属的省级选区为莱斯讷旺县。

## 人口

1962-2008年间凯尔尼利斯人口变化图示

凯尔尼利斯于2022年1月1日时的人口数量为1418人。